# Greatest Hits (Aqua)
Greatest Hits è la prima compilation del gruppo musicale danese Aqua, pubblicato il 15 giugno 2009 dalla Universal Music, segnando il ritorno del gruppo danese dopo un periodo di inattività durato sette anni.

## Descrizione
Si tratta di un album che raccoglie brani di successo della band includendo anche nuove canzoni tra cui Back to the 80's, uscito come singolo il 25 maggio di quell'anno. È il primo album messo in commercio a livello mondiale a distanza di 9 anni dal precedente lavoro in studio, Aquarius del 2000.
L'edizione speciale del disco comprende un DVD live e un altro inedito, Spin Me a Christmas, pubblicato come singolo il 16 novembre 2009.

## Tracce
1. Back to the 80's – 3:44 (Søren Rasted, Claus Norreen)
2. My Mamma Said – 3:37 (Søren Rasted, Lene Grawford Nystrøm)
3. Live Fast - Die Young – 3:03 (Søren Rasted, Lene Grawford Nystrøm, Steve Robson, John McLaughlin)
4. Happy Boys & Girls – 3:34 (Søren Rasted, Claus Norreen, René Dif, Leme Grawford Nystrøm)
5. Barbie Girl – 3:15 (Søren Rasted, Claus Norreen, René Dif)
6. Around the World – 3:29 (Claus Norreen, Søren Rasted)
7. Doctor Jones – 3:22 (Søren Rasted, Claus Norreen, René Dif, Anders Øland)
8. Aquarius – 4:21 (Søren Rasted, Claus Norreen)
9. Cuba Libre – 3:35 (Claus Norreen, Søren Rasted)
10. Lollipop (Candyman) – 3:35 (Søren Rasted, Claus Norreen, Lene Grawford Nystrøm)
11. Cartoon Heroes – 3:39 (Claus Norreen, Søren Rasted)
12. Be a Man – 4:21 (Claus Norreen, Søren Rasted)
13. My Oh My – 3:23 (Søren Rasted, Claus Norreen, René Dif)
14. Freaky Friday – 3:44 (Søren Rasted, Claus Norreen, René Dif)
15. We Belong to the Sea – 4:17 (Søren Rasted, Claus Norreen, René Dif)
16. Roses Are Red – 3:42 (Søren Rasted, Claus Norreen, René Dif, Lene Grawford Nystrøm, Peter Hartmann, Jan Langhoff)
17. Halloween – 3:49 (Søren Rasted, Claus Norreen, René Dif)
18. Turn Back Time – 4:07 (Søren Rasted, Claus Norreen)
19. Goodbye to the Circus – 3:59 (Søren Rasted, Claus Norreen)

Traccia aggiunta nell'edizione speciale
1. Spin Me a Christmas – 3:31 (Søren Rasted, Claus Norreen)

## Formazione
- Lene Grawford Nystrøm – voce
- René Dif – seconda voce
- Søren Rasted – batteria, chitarra
- Claus Norreen – tastiere

## Classifiche
| Classifiche (2009) | Posizione massima |
| ------------------ | ----------------- |
| Danimarca          | 1                 |
| Norvegia           | 7                 |
| Svezia             | 24                |